# José Ruy Gonçalves Lopes
José Ruy Gonçalves Lopes OFMCap (* 6. August 1967 in Feira de Santana) ist ein brasilianischer Ordensgeistlicher und römisch-katholischer Bischof von Caruaru.

## Leben
José Ruy Lopes trat im Februar 1985 der Ordensgemeinschaft der Kapuziner bei, legte am 10. Januar 1988 die Profess ab und empfing am 5. Dezember 1993 die Priesterweihe. Gleich nach seiner Weihe wurde er Pfarrer in Valéria, einem Stadtteil von Salvador (Bahia), und Geistlicher Betreuer des Leprosoriums seines Ordens in Águas Claras, ebenfalls Salvador (Bahia). Von 1995 bis 1998 amtierte er als Definitor und Ökonom seiner Ordensprovinz und war für die Berufungspastoral und die Betreuung der Junioren des Ordens nach Abschluss des Noviziats zuständig. Von 2002 bis 2007 amtierte er als Provinzialminister und war von 2002 bis 2004 Vizepräsident der Ministerkonferenz der Kapuziner in Brasilien.
2007 begann er ein einjähriges Aufbaustudium für Moraltheologie an der Universität São Paulo. Anschließend wirkte er als Mitglied des Internationalen Ausbildungsrates der Kapuziner und saß im Verwaltungsrat des Sozialwerks Obras Sociais de Irmã Dulce (OSID). Bis zu seiner Bischofsernennung unterrichtete er außerdem Moraltheologie an der Fakultät für Theologie des Erzbistums São Salvador da Bahia und leitete eine Schule in seinem Geburtsort Feira de Santana.
Papst Benedikt XVI. ernannte ihn am 4. Juli 2012 zum Bischof von Jequié. Die Bischofsweihe spendete ihm der Bischof von Salgueiro, Magnus Henrique Lopes OFMCap, am 7. September desselben Jahres. Mitkonsekratoren waren der emeritierte Erzbischof von São Salvador da Bahia, Geraldo Majella Kardinal Agnelo, und der Bischof von Campina Grande, Manoel Delson Pedreira da Cruz OFMCap.
Am 10. Juli 2019 ernannte ihn Papst Franziskus zum Bischof von Caruaru. Die Amtseinführung fand am 21. September desselben Jahres statt.